# ティファニーラス
ティファニーラス (Tiffany Lass) は、アメリカ合衆国の競走馬。おもな勝ち鞍はファンタジーステークス、ケンタッキーオークスなど。1986年度エクリプス賞最優秀3歳牝馬。1990年に繁殖牝馬として日本へ輸出された。
半兄にスワップスステークスなどアメリカで重賞6勝のヴァルデス、半姉にやはり繁殖牝馬として日本に輸出されたバッフドオレンジがいる。

## 経歴
2歳末の12月24日、ゲイリー・スティーヴンスを鞍上にハリウッドパーク競馬場でデビューを迎え、初戦勝利を収める。その後東海岸に移動し、フェアグラウンズ競馬場を主戦場に3連勝。3戦の合計着差は17馬身という快進撃で同地のフェアグラウンズオークス (G2) に駒を進め、これに優勝して重賞初勝利を挙げた。続くファンタジーステークスで、この後エイコーンステークスに優勝するロッカに完勝しG1初制覇。カリフォルニアに戻って迎えたケンタッキーオークスでは、ライフアットザトップとの競り合いを頭差制して無傷の7連勝を果たした。その後ティファニーラスは秋シーズンを待たずに長期の休養に入ったが、7連勝とその間に破った相手関係等の内容が評価され、この年のエクリプス賞最優秀3歳牝馬に選出された。
明け4歳の4月に準重賞戦で復帰したティファニーラスは、この復帰緒戦を制して8連勝を達成したが、しかし続いて出走したG2ホーソーンハンデキャップでセルダムシーンスーから8馬身離された3着となり、初の敗戦を喫した。続くG1ミレイディハンデキャップも同じ相手に2着と敗れ2連敗し、この競走を最後に競走馬を引退した。

### 引退後
生地ケンタッキー州で繁殖牝馬となったティファニーラスは2頭の牡駒を産んだのち繁殖牝馬セールに出品され、イギリスの三冠馬ニジンスキーとの仔を宿した状態で日本の錦岡牧場に購買され来日した。この時期はバブル景気の好況からサンデーサイレンス、グッバイヘイロー等、アメリカの一流馬が次々と日本に輸入されていた時期でもあり、その流れのひとつとしてティファニーラスの輸入も注目を集めた。
だが繁殖牝馬としては2歳オープン戦を勝ったヤマニンアリーナとヤマニンイデアルを出した程度で期待ほどの成果は挙がらなかった。しかし来日後に産んだ父ニジンスキーの牝駒ヤマニンジュエリーの娘ヤマニンシュクルが2004年のJRA賞最優秀2歳牝馬となり、失敗という評価は多少なりとも濯がれている。その後ティファニーラスは2005年秋に蹄葉炎を発症し死亡。ほか主な子孫にはヤマニンアリーナ産駒で2008年中山牝馬ステークス優勝馬ヤマニンメルベイユ、2009年札幌記念優勝馬ヤマニンキングリー姉弟などがいる。

## 血統表
| ティファニーラスの血統ボールドルーラー系 / Nasrullah 4×4=12.50%、Nearco 5×5×5=9.38% | ティファニーラスの血統ボールドルーラー系 / Nasrullah 4×4=12.50%、Nearco 5×5×5=9.38% | ティファニーラスの血統ボールドルーラー系 / Nasrullah 4×4=12.50%、Nearco 5×5×5=9.38% | （血統表の出典） | （血統表の出典） |
| 父 Bold Forbes 1973 鹿毛 アメリカ                                                   | 父の父Irish Castle 1967 鹿毛 アメリカ                                               | Bold Ruler                                                                          | Nasrullah        | Nasrullah        |
| 父 Bold Forbes 1973 鹿毛 アメリカ                                                   | 父の父Irish Castle 1967 鹿毛 アメリカ                                               | Bold Ruler                                                                          | Miss Disco       |                  |
| 父 Bold Forbes 1973 鹿毛 アメリカ                                                   | 父の父Irish Castle 1967 鹿毛 アメリカ                                               | Castle Forbes                                                                       | Tulyar           | Tulyar           |
| 父 Bold Forbes 1973 鹿毛 アメリカ                                                   | 父の父Irish Castle 1967 鹿毛 アメリカ                                               | Castle Forbes                                                                       | Longford         |                  |
| 父 Bold Forbes 1973 鹿毛 アメリカ                                                   | 父の母Comely Nell 1962 鹿毛 アメリカ                                                | Commodore M.                                                                        | Bull Lea         | Bull Lea         |
| 父 Bold Forbes 1973 鹿毛 アメリカ                                                   | 父の母Comely Nell 1962 鹿毛 アメリカ                                                | Commodore M.                                                                        | Early Autumn     |                  |
| 父 Bold Forbes 1973 鹿毛 アメリカ                                                   | 父の母Comely Nell 1962 鹿毛 アメリカ                                                | Nellie L                                                                            | Blenheim         | Blenheim         |
| 父 Bold Forbes 1973 鹿毛 アメリカ                                                   | 父の母Comely Nell 1962 鹿毛 アメリカ                                                | Nellie L                                                                            | Nellie Flag      |                  |
| 母 Sally Stark 1970 鹿毛 イギリス                                                   | 母の父Graustark 1963 栗毛 アメリカ                                                  | Ribot                                                                               | Tenerani         | Tenerani         |
| 母 Sally Stark 1970 鹿毛 イギリス                                                   | 母の父Graustark 1963 栗毛 アメリカ                                                  | Ribot                                                                               | Romanella        |                  |
| 母 Sally Stark 1970 鹿毛 イギリス                                                   | 母の父Graustark 1963 栗毛 アメリカ                                                  | Flower Bowl                                                                         | Alibhai          | Alibhai          |
| 母 Sally Stark 1970 鹿毛 イギリス                                                   | 母の父Graustark 1963 栗毛 アメリカ                                                  | Flower Bowl                                                                         | Flower Bed       |                  |
| 母 Sally Stark 1970 鹿毛 イギリス                                                   | 母の母Sally Ship 1960 鹿毛 アメリカ                                                 | Turn-to                                                                             | Royal Charger    | Royal Charger    |
| 母 Sally Stark 1970 鹿毛 イギリス                                                   | 母の母Sally Ship 1960 鹿毛 アメリカ                                                 | Turn-to                                                                             | Source Sucree    |                  |
| 母 Sally Stark 1970 鹿毛 イギリス                                                   | 母の母Sally Ship 1960 鹿毛 アメリカ                                                 | Nut Brown Maid                                                                      | Nasrullah        | Nasrullah        |
| 母 Sally Stark 1970 鹿毛 イギリス                                                   | 母の母Sally Ship 1960 鹿毛 アメリカ                                                 | Nut Brown Maid                                                                      | Quincey F-No.3-c |                  |

父ボールドフォーブズは1976年のエクリプス賞チャンピオン3歳牡馬。プエルトリコの2歳チャンピオンとなった後アメリカに移籍し、クラシック二冠を制した。

### 主な近親
- メローフルーツ（姪-札幌3歳ステークス）
- オレンジピール（姪-4歳牝馬特別・西、フラワーカップ、チューリップ賞）
- ヤマニンシュクル（孫-阪神ジュベナイルフィリーズ、中山牝馬ステークス）
- ヤマニンメルベイユ（孫-中山牝馬ステークス、クイーンステークス）
- ヤマニンキングリー（孫-札幌記念、中日新聞杯）
- ラピッドオレンジ（姪孫-TCK女王盃）